# Triphaenopsis indica
Triphaenopsis indica là một loài bướm đêm trong họ Noctuidae.